# Guzmán Ricis

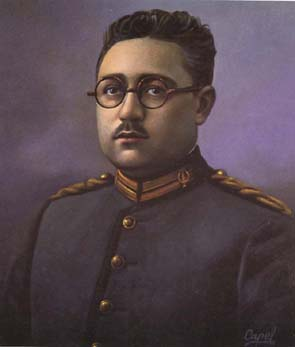
Guzmán Ricis.

Antonio Guzmán Ricis (Barcarrota, Badajoz, 30 de abril de 1896 - Palencia, 1944), conocido como "Guzmán Ricis" es un músico español.

## Biografía
Compuso, entre otras obras, el himno de Palencia. Falleció a los 48 años, coincidiendo con el día en que se hacía oficial su nombramiento como director la banda municipal de Sevilla.
En su pueblo natal (Barcarrota), la banda municipal, la escuela de música y una calle llevan su nombre.

## Obra
| LISTADO DE OBRAS REGISTRADAS EN SGAE |                      |
| Título                               | Género               |
| A LA ENTRADILLA DEL PUEBLO           | Canción              |
| A ORILLAS DEL HUECAR                 | Canción              |
| ACARREA CASTELLANO                   | Coral                |
| ACARREA MAJITO                       | Coral                |
| ALDEA EN FIESTAS                     | Canción              |
| ALFONSO VIII                         | Marcha               |
| ANTOÑIN                              | Sinfónicos           |
| ASTURIAS                             | Música Ligera        |
| BAHIA                                | Música Ligera        |
| BARCARROTA                           | Música española      |
| BESOS DE PLATA                       | Música Ligera        |
| CASTELLANO                           | Canción              |
| CASTILLA                             | Música Ligera        |
| CORDONES                             | Canción              |
| CUCO                                 | Canción              |
| CURA DE PERALES                      | Canción              |
| DE LA VEGA PALENTINA                 | Pasodoble            |
| DE LAS SIERRAS DONDE VENGO           | Música Ligera        |
| DE RONDA                             | Canción              |
| DE VERBENA                           | Música Ligera        |
| DESCONSUELO                          | Marcha               |
| DICEN QUE SOY ORGULLOSA              | Canción              |
| DONDE VAS A POR AGUA                 | Coral                |
| DULZAINA Y TAMBORIL                  | Canción              |
| EA EA EA                             | Coral                |
| EL BARREDO VIEJO                     | Canción              |
| EL CUCA                              | Pasodoble            |
| EL ERMITAÑO                          | Pasodoble            |
| EL ESPARRANQUE TAURINO               | Pasodoble            |
| EL HUMILLADERO                       | Vals                 |
| EL PAÑUELITO                         | Canción              |
| EL PAPUDO DE PAREDES                 | Música Ligera        |
| EL PINGAJO                           | Canción              |
| EL RENGUE                            | Coral                |
| EL VILLANO SEÑOR                     | Zarzuela (generales) |
| EN CORPORACION                       | Marcha               |
| EN UN LUGAR                          | Música Ligera        |
| ER GUTAPERCHA                        | Música Ligera        |
| ESCENA DE LA MONTAÑA PALENTINA       | Coral                |
| ESTRELLITA ERRANTE                   | Canción              |
| EXTREMADURA                          | Música Ligera        |
| FATIMA                               | Música Ligera        |
| FUEN PERENNAL                        | Vals                 |
| GACID                                | Poema sinfónico      |
| GADITANO                             | Canción              |
| GALANTEOS                            | Música Ligera        |
| HA LLEGADO EL PRESIDENTE             | Música Ligera        |
| HIMNO A CUENCA                       | Canción              |
| HIMNO A PALENCIA                     | Himno                |
| HIMNO OFICIAL DE SALDAÑA             | Himno                |
| HOMENAJE POSTUMO                     | Marcha               |
| HORACIO                              | Marcha               |
| ILUSION                              | Canción              |
| JUNTO A LA FUENTE                    | Música Ligera        |
| LA GINETA                            | Pasodoble            |
| LA MIRANDA                           | Canción              |
| LA MOZUELA DE CAMASOBRES             | Coral                |
| LA PIEDRA DE LOBO                    | Canción              |
| LA ROMERIA DE SANTO TORIBIO          | Poema sinfónico      |
| LA ZORRILLA CON EL GALLO             | Coral                |
| LAS AVELLANAS                        | Jota                 |
| LAS BANDAS DE ORO                    | Marcha               |
| LAS MUJERES SON LAS MOSCAS           | Coral                |
| LAS OVEJUELAS                        | Música étnica        |
| LAS QUEJAS                           | Música Ligera        |
| LEVANTATE MORENITA                   | Música Ligera        |
| LOLITA                               | Vals                 |
| LOS HORTELANOS                       | Canción              |
| LUCERITO QUE ALUMBRAS                | Música Ligera        |
| LUISITO                              | Bolero               |
| MADRIGAL                             | Canción              |
| MANTON Y MANTILLA                    | Música Ligera        |
| MARY CELY                            | Canción              |
| MERCADO MORUNO                       | Música étnica        |
| MINUETTO                             | Sinfónicos           |
| MISERERE                             | Música religiosa     |
| NEREIDA                              | Música Ligera        |
| NO QUIERO TUS AVELLANAS              | Coral                |
| NUESTRA CONTRASEÑA                   | Música Ligera        |
| NUESTRO ALCALDE HA MUERTO            | Marcha               |
| OJOS MORENICOS                       | Coral                |
| PALENCIA                             | Música películas     |
| PALENCIA CAÑI                        | Pasodoble            |
| PALLANTIA                            | Pasodoble            |
| PAN Y GUINDAS                        | Habanera             |
| PASEABASE EL REY MORO                | Música Ligera        |
| PERFUME ANDALUZ                      | Música Ligera        |
| POBRE ESPAÑA                         | Marcha               |
| POSTINERO                            | Música Ligera        |
| PRO ARTE                             | Música Ligera        |
| PRO ARTE                             | Suite de piezas      |
| RAPSODIA ASTURIANA                   | Sinfónicos           |
| REAL PARADA                          | Música Ligera        |
| SAN JUANILLO                         | Pasodoble            |
| SEDAS Y POLISONES                    | Música Ligera        |
| SENDA DE PAZ                         | Canción              |
| SERENATA BARCARROTENA                | Canción              |
| SERENATA ESPAÑOLA                    | Música española      |
| SOY DE GOYA                          | Música Ligera        |
| SUBI AL ARBOL                        | Coral                |
| TERCIO AZUL                          | Canción              |
| TIO TOMAS                            | Canción              |
| TRAGACETEÑA                          | Canción              |
| VALENTIN GALLARDO                    | Música Ligera        |
| VILLARROBLEDO                        | Pasodoble            |
| Y ELLA LE DECIA                      | Música Ligera        |